# Lijst van heren en graven van Egmond
Dit is een lijst van alle heren en graven van Egmont of Egmond.

## Heren van Egmond
| regering    | naam         | geboren         | overleden         | familie   |
| ----------- | ------------ | --------------- | ----------------- | --------- |
| 791         | Ratbold I    |                 | 791               |           |
| 791 - 845   | Gerbrand     |                 | 845               | Zoon      |
| 845 - 869   | Wolbrand     |                 | 869               | Zoon      |
| 869 - 920   | Radbold II   |                 | 920               | Zoon      |
| 920 - 977   | Dodo I       | ca. 940         | 977               | Zoon      |
| 977 - 1036  | Walger       | ca. 976         | 1036              | Zoon      |
| 1036 - 1074 | Dodo II      | ca. 1010        | 1074              | Zoon      |
| 1074 - 1114 | Beerwout I   | ca. 1050        | 1114              | Zoon      |
| 1114 - 1158 | Beerwout II  | ca. 1095        | 1158              | Zoon      |
| 1158 - 1168 | Allard       | 1130            | 1168              | Zoon      |
| 1168 - 1208 | Kwade Wouter | ca. 1158        | 13 september 1208 | Zoon      |
| 1208 - 1234 | Willem I     | ca. 1180        | 17 mei 1234       | Zoon      |
| 1234 - 1242 | Gerard I     | ca. 1200        | 25 december 1242  | Zoon      |
| 1242 - 1304 | Willem II    | ca. 1228        | 20 maart 1304     | Zoon      |
| 1304 - 1312 | Willem III   | ca. 1281        | 2 juli 1312       | Kleinzoon |
| 1312 - 1321 | Wouter II    | 1283            | 3 september 1321  | Broer     |
| 1321 - 1369 | Jan I        | ca. 1310        | 28 december 1369  | Zoon      |
| 1369 - 1409 | Arend        | ca. 1340        | 9 april 1409      | Zoon      |
| 1409 - 1423 | Jan II       | 1385            | 1451              | Zoon      |
| 1423 - 1483 | Willem IV    | 26 januari 1412 | 19 januari 1483   | Zoon      |
| 1483 - 1516 | Jan III      | 3 april 1438    | 21 augustus 1516  | Zoon      |

## Graven van Egmont
| regering    | naam                    | geboren           | overleden             | familie                                     |
| ----------- | ----------------------- | ----------------- | --------------------- | ------------------------------------------- |
| 1483 - 1516 | Jan III (of I)          | 3 april 1438      | 21 augustus 1516      | Eerste graaf van Egmont, zoon van Willem IV |
| 1516 - 1528 | Jan IV                  | 1499              | april 1528            | Zoon                                        |
| 1528 - 1541 | Karel I                 |                   | 7 december 1541       | Zoon                                        |
| 1541 - 1568 | Lamoraal I              | 18 november 1522  | 5 juni 1568           | Broer                                       |
| 1568 - 1590 | Filips                  | 1558              | 14 maart 1590         | Zoon                                        |
| 1590 - 1617 | Lamoraal II             | ca. 1565          | 23 mei 1617           | Broer                                       |
| 1617 - 1620 | Karel II                | 1567              | 18 januari 1620       | Broer                                       |
| 1620 - 1654 | Lodewijk                | 1600              | 27 juli 1654          | Zoon                                        |
| 1654 - 1682 | Lodewijk Filips         | 1630              | 16 maart 1682         | Zoon                                        |
| 1682 - 1693 | Lodewijk Ernest         | 1665              | 17 september 1693     | Zoon                                        |
| 1693 - 1707 | Procopo Frans           | 18 september 1664 | 15 september 1707     | Broer                                       |
| 1707-1743   | Procopo Pignatelli*     | 20 november 1703  | 1 mei 1743            | Neef                                        |
| 1743-1753   | Guido Felix Pignatelli* | 5 november 1720   | 3 juli september 1753 | Zoon                                        |
| 1753-1795   | Casimir Pignatelli*     | 6 november 1727   | 1 december 1801       | Broer                                       |

- Via Maria Clara van Egmont (getrouwd met Nicola Pignatelli) kwam de titel in het bezit van het Huis Pignatelli; zij voegden de titel (graaf van) Egmont toe aan hun naam en werden zo het geslacht Pignatelli-Egmont of Egmont-Pignatelli. Zowel Procopo Pignatelli, Guido Felix Pignatelli als Casimir Pignatelli voerden de titel comte d'Egmont.